# Đàn bầu

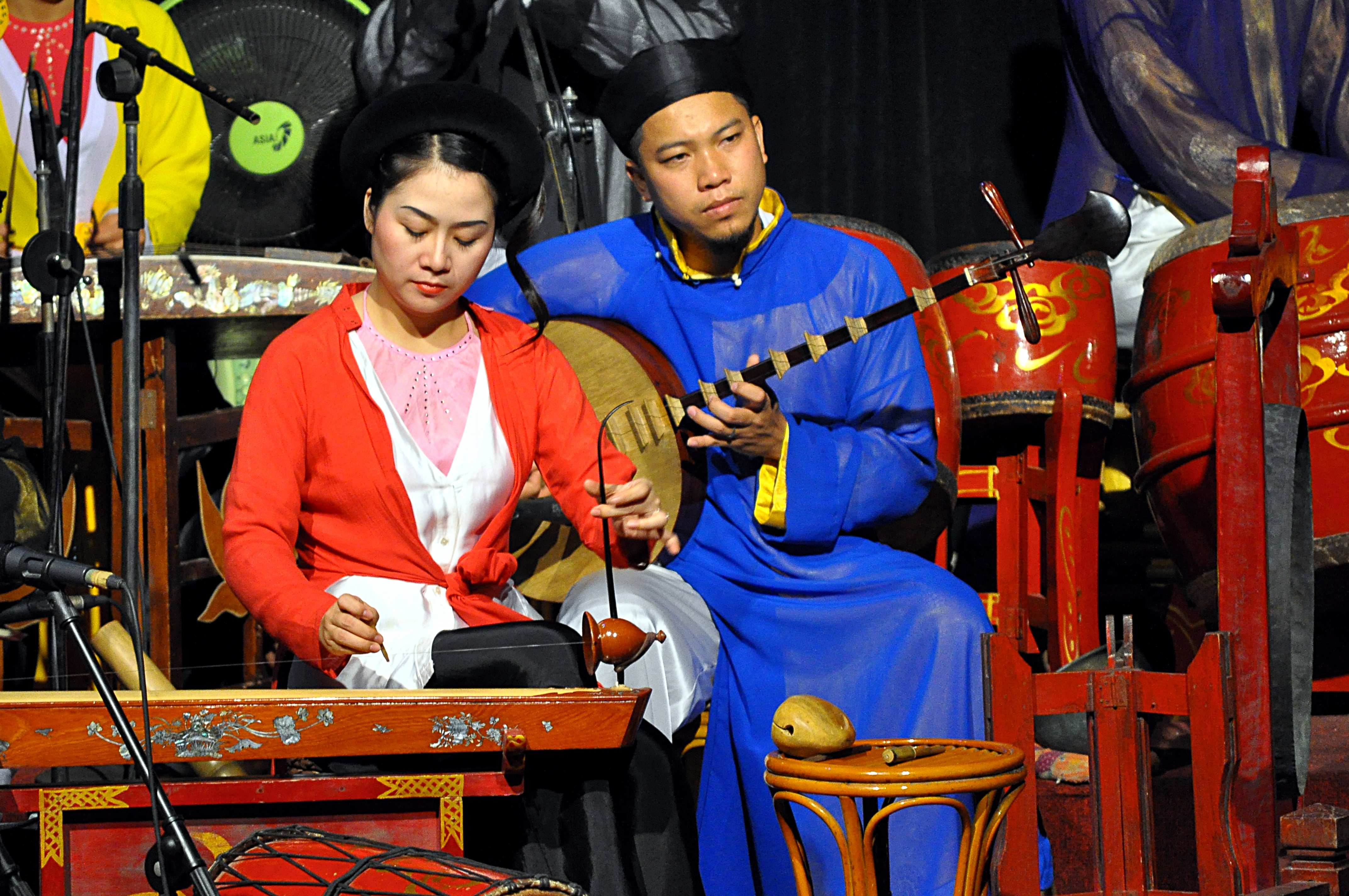
Musiker des Wasserpuppentheaters in Hanoi mit einer đàn bầu

Đàn bầu (Hán Nôm: 彈匏), auch đàn độc huyền (彈獨弦), ist eine einsaitige  vietnamesische Kastenzither. Durch leichtes Andrücken der Saite werden Flageoletttöne erzeugt, zugleich kann die Saitenspannung durch Bewegen eines elastischen Stabes verändert werden, wodurch sich ein heller klarer Glissandoklang ergibt. Die đàn bầu ist in der vietnamesischen Volksmusik besonders beliebt und gilt als das bedeutendste nationale Musikinstrument.

## Spielweise
Die Stahlsaite wird normalerweise mit der rechten Hand mit einem Plektron – ein etwa zündholzgroßes Stück Hartholz, welches von einem Block abgeschnitten wird – angerissen. Der Handballen der gleichen Hand greift die Töne direkt auf der Saite in Flageoletttechnik ab. Die andere Hand bedient den konusförmigen Schweller, mit dem die Tonfrequenz verändert werden kann. Mit Variationen in der Anreißtechnik, mit Dämpfen des Tons durch den Handballen oder zeitverzögertes Loslassen der Saite bei der Flageoletttechnik kann der Klang eines Tones des Đàn bầu stark verändert werden.
Der Korpus der đàn bầu ähnelt dem der Wölbbrettzither đàn tranh. Die gesamte Form des Instruments ist nahezu identisch mit der chinesischen Stabzither duxianqin. Früher wurde anstelle des Holzkorpus ein einfacher Bambusstab verwendet, als Resonanzkörper diente eine halbe Kokosschale, die wie bei einem Musikbogen an einer Stelle des Stabes befestigt war. Ein ähnliches altes Instrument ist die thailändische phin nam tao, bei der die Öffnung der Resonanzschale zur Klangmodulation an die Brust gedrückt wird.
Die đàn bầu hat einen äußerst schönen, charakteristischen Klang, der sich vor allem durch seine Formantverschiebungen und Obertonvariationen auszeichnet. Die Saite ist im Grundton C gestimmt, in Verbindung mit modernen Instrumenten kann sie auch auf A gestimmt werden.
Auf der đàn bầu wird gelegentlich auch westliche Popmusik gespielt.
Der đàn bầu-Spieler des TonArt-Ensembles, Michael E. Haase, verwendet die đàn bầu in zeitgenössischen Kompositionen und improvisierter Musik. Neben den traditionellen Spieltechniken wird das Instrument in dem Fall auch mit dem Bogen gestrichen.
Ein Glissandoklang gehört auch zur Spielweise der einsaitigen Wölbbrettzither ichigenkin in Japan, bei der die Saite mit einer auf einen Finger gesteckten Hülse gleitend verkürzt wird.